# Concepte biològic d'espècie
Un concepte d'espècie és una definició d'allò que és una espècie. Se'n reconeixen com a mínim 26, fet que il·lustra la dificultat de trobar una definició precisa, que es coneix com a problema de l'espècie. Els conceptes d'espècie que serveixen per a organismes de reproducció sexual, com ara els ocells, no valen per a espècies que es reprodueixen de manera asexual o estan extints. L'estudi científic del problema de l'espècie s'ha anomenat microtaxonomia.
Una qüestió freqüent i, de vegades, complicada és com determinar l'espècie a la qual pertany cada organisme, car els grups en aïllament reproductiu i les espècies críptiques poden costar d'identificar. Hi ha tot un contínuum que va des de l'aïllament reproductiu fins a la panmíxia (aparellament sense límits). Les poblacions es poden desplaçar per aquest contínuum i, en un moment determinat, complir els criteris d'un concepte d'espècie, però no d'altres.
Els debats sobre les espècies sovint incorporen qüestions filosòfiques (com el nominalisme i el realisme), lingüístiques o cognitives.
Al segle xix, Charles Darwin i altres científics utilitzaven el terme «problema de l'espècie» amb un sentit diferent, en referència a com s'originaven les espècies. Així i tot, Darwin fou dels primers a qüestionar la claredat de les definicions d'«espècie», tenint en compte que les espècies canvien sense parar.
| «                                          | […] em va sorprendre força com de vaga i arbitrària és la distinció entre espècies i varietats. | » |
| — Charles Darwin, L'origen de les espècies |                                                                                                 |   |